# Parafia św. Jana Chrzciciela w Gronowie Elbląskim
Parafia św. Jana Chrzciciela w Gronowie Elbląskim – parafia rzymskokatolicka w diecezji elbląskiej. Erygowana 20 czerwca 1985 roku przez biskupa warmińskiego Jana Obłąka.
Na obszarze parafii leżą miejscowości: Gronowo Elbląskie, Fiszewo, Oleśno, Mojkowo, Dworki. Tereny te znajdują się w gminie Gronowo Elbląskie w powiecie elbląskim w województwie warmińsko-mazurskim.
Kościół parafialny w Gronowie Elbląskim został wybudowany w latach 1983–1987. 

## Proboszczowie
- ks. kan. Henryk Brywczyński (do 2004)
- ks. kan. Grzegorz Wąsowski (2004–2015)
- ks. dr Krzysztof Kobylski (od 2015)